# Taiaro
Taiaro è un atollo a forma di anello di 5 Km di diametro appartenente all'arcipelago delle Isole Tuamotu nella Polinesia francese.

## Laboratori a cielo aperto
Le Figaro in un lungo servizio dedicato all'isola di Taiaro, col suo lago interno particolarmente interessante, ne descrive l'importante rilevanza per gli scienziati e gli studiosi considerato che l'acqua non circola tra l'oceano e il lago attraverso canali naturali come per la maggior parte degli altri atolli. Taiaro è una delle 76 isole dell'arcipelago di Tuamotu ed è classificata riserva della biosfera da parte dell'UNESCO. L'individuazione di Taiaro inizia già nel XVII secolo da parte di navigatori olandesi. Il 13 novembre 1835 Darwin, a bordo del Beagle, avvicina l'atollo. In mezzo secolo sono stati pubblicati circa 3000 studi su quest'isola e la Francia, che detiene il secondo posto per quanto riguarda il patrimonio marittimo del mondo ed usa questo inestimabile valore come campo di ricerca e di sperimentazioni.